# Illyés Dániel
Illyés Dániel (Budapest, 1982. szeptember 19.) volt labdarúgó kapus, 2016 óta szövetségi kapusedző és edzőképző instruktor a Magyar Labdarúgó Szövetség alkalmazásában.

## Játékos pályafutása
10 alkalommal szerepelt a Magyar U17/U18-as utánpótlás válogatottakban. Profiként 9 évet töltött Magyarországon NB1-es csapatok kötelékében, mint az Újpest, a REAC és a Nyíregyháza.
2003 nyarán a rendszeres játéklehetőség érdekében az Újpest kölcsönadta az NB1/B FC Dabas csapatába. 2004 telén visszarendelték Újpestre, ahol a szezon végén ezüstérmet ünnepelhetett a Lilákkal. Két évvel később a 2005/2006-os szezonban szintén ezüstérmes lett az Újpesttel, emlékezetes mérkőzésen az utolsó fordulóban bukta el az Újpest FC az NB1-es bajnoki címet a Puskás Ferenc Stadionban.
A 2006/2007-es szezonban a REAC csapatánál vált stabil kezdőkapussá az NB1-ben. 2007 nyarán Belga és Skót első osztályú csapatoknál volt próbajátékon de végül nem sikerült külföldre igazolnia. Kicsúszva az átigazolási időszakból fél évig csapat nélkül volt, ezt követően 2008 januárban leigazolta az NB1-es Nyíregyháza ahol másfél szezont töltött el. 2009 őszén még visszatért a REAC-hoz és második helyen zárta a csapattal az őszi szezont az NB2-es bajnokságban.
2010 Februárban Egerbe igazolt ahol a 2010/2011-es szezonban már NB3-as bajnoki címet ünnepelhetett. A következő, 2011/2012-es szezonban az NB1-be feljutást kiharcoló csapatnak is a tagja volt az őszi idényben. 2012 februárban az Egyesült Államokba igazolt a Atlanta Silverbacks együtteséhez, ahol a North American Soccer League-ben szerepelt. Az Államokból visszatért Egerbe és 2013 januárjától elsősorban már az edzői pályafutására koncentrált, különös tekintettel arra, hogy 2013 tavaszán az NB1-es Egri csapat kapusedzőjének nevezték ki.
2013 és 2016 között felváltva játszott még az Eger és a Fortress Felsőtárkány csapataiban, a Felsőtárkánnyal még NB3-as bajnoki címet is nyert. A 2015/2016-os szezonban Egerben vezetőedzőként és kapusként is szerepelt, utolsó tétmérkőzését 2016-ban játszotta az Eger színeiben, a megyei kupa döntőben legyőzve a Gyöngyös csapatát, ezzel lezárva egri és játékos pályafutását is.

## Edzői pályafutása
2009 őszén a REAC játékosaként kezdett el először a klub utánpótlásában kapusedzéseket tartani. 2010 telén meglátogatta Brian Jones amerikai kapusedző barátját St.Louisban aki akkoriban a St.Louis Goalkeeping Academy vezetője volt. A látogatás nagy hatással volt rá és amikor februárban Egerbe igazolt, már konkrét elképzelésekkel állt a klub vezetői elé. Víziója volt egy olyan kapusiskola megteremtése a régióban, ami az egri klub utánpótlás kapusaira épül de lehetőséget biztosít minden kapusnak a fejlődésre a térségben, kortól és nemtől függetlenül. 2010 tavaszán elindult az Egri Kapus Akadémia melynek a jogi hátterét a Fiatal Labdarúgó Kapusokért Alapítványt adta. A kapusakadémia nagy sikersztori lett, különösen a nyári kapustáborok melyek 2010 és 2019 között az ország legnagyobb kapustáborai között voltak, több alkalommal 50 feletti létszámmal, állandó külföldi (Erdély, Szlovákia, Anglia, USA, Dánia) és belföldi visszajáró kapusokkal az ország minden tájáról. Az évek alatt Brian Jones többször is tiszteletét tette a kapustáborokban és mellé csatlakozott Illyés angol kapusedző barátja, Billy Stewart is. Billy lehetővé tette a legtehetségesebb kapusoknak, hogy kiutazva Angliába életre szóló élményeket szerezzenek az akadémiáján és különböző világhírű klubok utánpótlás edzésein, mint a Bolton, Everton vagy a Manchester City. Stewart és Illyés több éven keresztül dolgozott együtt kapustáborokban, workshopokban Angliában és Dániában egyaránt. Az egri kapustáborok tíz éven keresztül töretlen népszerűségnek örvendtek majd a COVID időszak sajnálatos módon megszakította ezt. A hagyomány 2022 nyarán lett újra életre hívva, majd 2023-ban folytatódott. Illyés eddigi tapasztalatival és emellett a Fiatal Labdarúgó Kapusokért Alapítványon keresztül igyekszik minden évben segíteni az újra indult egri kapustáborokat.
Az egri évek meghatározóak voltak Illyés számára, edzőként és tanárként jelentős tapasztalatokat szerzett. 2015/2016-os tanítási évben mellékállásban óraadó tanárként is dolgozott az Eszterházy Károly Egyetemen. Edzői munkájára a kapustáborokon keresztül figyelt fel Andrusch József, aki 2014-ben a felnőtt Magyar Labdarúgó Válogatott kapusedzője volt és a Magyar Utánpótlás Válogatottak kapusedző stábjait is koordinálta. Illyés 2014 nyarától megkapta a lehetőséget, hogy az U15-ös válogatott kapusedzője legyen. Az ezt követő két évben külsösként több korosztály mellett is dolgozott, U15-től egészen U19-ig. 2016-ban Bernd Storck sportigazgató és az "A" válogatott szövetségi kapitánya felajánlotta számára a fő állás lehetőségét. Illyés 2016 nyarától az MLSZ fő állású kapusedzőjeként dolgozik.
Illyés 2015-től már felkéréseket kapott MLSZ edzőképzésétől a különböző licence tanfolyamokon vendég előadások megtartására, eleinte "A modern kapusképzés" illetve a "A kapusedző szerepe a stábban" témákban az UEFA B majd az UEFA A tanfolyamokon. 2016 májusban részt vett az Andrusch József által vezetett és Packie Bonner által felügyelt UEFA GK A tanfolyam megszilárdításán, ami garantálta a szövetségnek a jövőben az UEFA minősítésű kapusedzői tanfolyamok önálló szervezését.
2020-tól Milinte Árpáddal és Andrusch Józseffel vezetik a hazai kapusedző képzést, ami az MLSZ GK C, UEFA GK B és az UEFA GK A szinteket jelenti.

## Magánélet
2014 óta házas, Felesége Illyés-Szász Gréta, három gyermekük született, Eliza, Dóra és Dániel.

## Szakmai Önéletrajza
Tanulmányai:
2010 – 2011 Eszterházy Károly Egyetem Eger, MSC Diploma –  
Testnevelő tanári mester diploma
2004-2007 Eszterházy Károly Egyetem Eger, BSC Diploma –
Testnevelő tanári diploma
Labdarúgó edzői tanulmányai:
•UEFA GK instruktori képzések (2019; 2023)
•UEFA GK A licence (2019)
•UEFA A licence (2017)
•The FA GK B licence (Az Angol Labdarúgó Szövetség kapusedzői diplomája - 2017)
Edzői, tanári és instruktori tapasztalatai:
2020 -   vezető instruktor MLSZ UEFA GK B licence tanfolyam
2019 -   előadó instruktor az MLSZ UEFA „A” licence edzőképző tanfolyamokon
2015 -  előadó instruktor az MLSZ UEFA „B” licence edzőképző tanfolyamokon
2016 július -  Fő állású szövetségi kapusedző az MLSZ alkalmazásában (U15-U19)
2015-2016  Vezetőedző és kapusedző az Egri Sportcentrum SE első csapatánál
2015-2016  Óraadó tanár az Eszterházy Károly Egyetemen (Eger)
2014 -    Szövetségi kapusedző MLSZ (U15-U19)
2013 -  Egri FC (NB1) kapusedző
2010-2016  Egri Kapus Akadémia vezetője